# エアバスA318
エアバスA318
Airbus A318
エールフランスのA318
- 用途：旅客機
- 分類：ナローボディ機（単通路機）
- 設計者：エアバス
- 製造者：エアバス
- 運用者（2018年7月現在）[1]
  - エールフランス
  - アビアンカ航空
  - アビアンカ・ブラジル航空
  - タロム航空
  - ブリティッシュ・エアウェイズ
  - タイタン エアウェイズ
- 初飛行：2002年1月15日
- 生産数：80機
- 運用開始：2003年7月
- 運用状況：運用中

エアバスA318（Airbus A318）は、ヨーロッパのエアバス社が開発・販売した単通路（ナローボディ）の双発ジェット旅客機である。標準座席数は約100席で、エアバスA320ファミリーを構成する最小モデルである。エアバス社が自社開発した旅客機では最も小さいサイズであり、ベビーバス (Baby Bus) やミニバス (Minibus)と呼ばれることもある。
低翼配置の片持ち翼の主翼を持ち、尾翼は通常配置、降着装置は前輪配置、左右の主翼下にパイロンを介して1基ずつターボファンエンジンを装備する。全長は31.45メートル、全幅は34.10メートル、全高は12.79メートルである。A320の設計を基本に胴体長が短縮されたことから、ずんぐりとした外観を持つ。飛行システムはA320ファミリーと共通化されており、操縦資格もファミリー機で共通である。
1999年4月に正式な開発が決定し、2002年1月に初飛行、2003年7月にフロンティア航空により商業運航を開始した。2015年に納入された80号機を最後に生産が途絶えている。2018年7月現在、41機のA318が民間航空会社で運航されている。そのほかに、プライベートジェット仕様である「A318エリート」も開発され納入されている。2019年4月現在において、A318に関して死亡事故や機体損失事故は発生していない。

## 沿革

### 開発の背景
世界初の双通路（ワイドボディ）双発ジェット旅客機であるA300を開発したエアバス・インダストリー（以下、エアバス）は、A300シリーズの販売が軌道に乗ると、単通路（ナローボディ）市場への進出を図った。

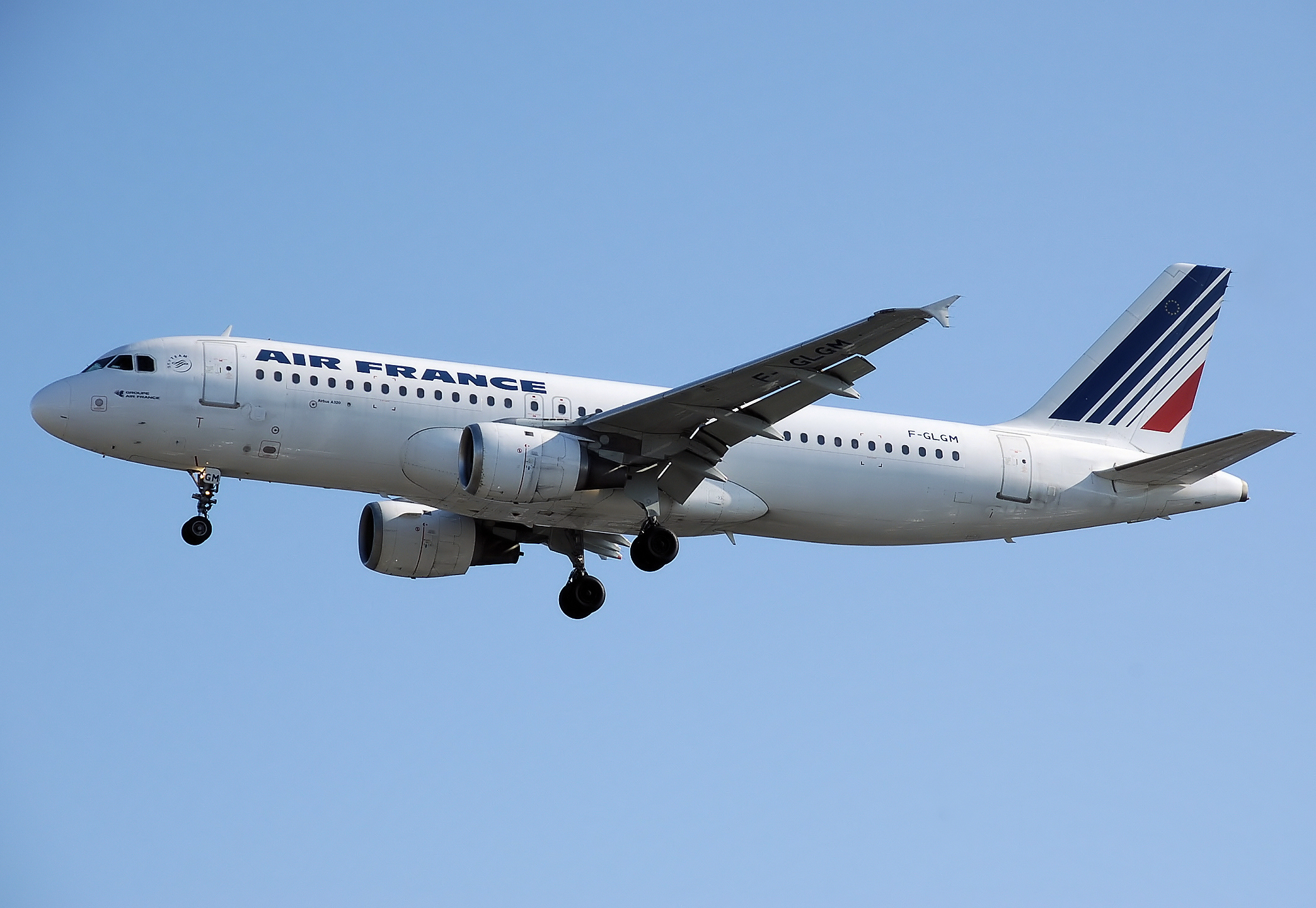
完全新規開発でナローボディ機市場に参入したエアバスA320。

ボーイングやマクドネル・ダグラスと違い既存の単通路機を持っていなかったエアバスは、完全な新設計機としてA320を開発し、当時の最新技術を積極的に取り入れた。大型機も含めたエアバス機全体での操縦資格の共通化を目指し、操縦系統に全面的なフライ・バイ・ワイヤ技術が採用された。A320は、同規模の旅客機の中で最も太い断面の胴体を持ち、大型の貨物室扉を備えたことで航空貨物コンテナの搭載も可能となった。A320は1988年2月に型式証明を取得し、翌月に顧客引き渡しが始まった。
続いてエアバスは、長胴型のA321と短胴型のA319を相次いで開発し、A320ファミリーのラインナップを強化した。A321は1993年12月、A319は1996年4月にそれぞれ型式証明を取得した。これにより、A320ファミリーは、標準座席数で124席から185席までをカバーできるようになった。

### エイジアン・エクスプレス計画
A320ファミリーの拡充が進んでいた1990年代前半、座席数80から120席程度の旅客機を開発する構想が複数持ち上がり、メーカー間で活発な動きがあった。その中で、アジアとヨーロッパの企業による共同開発構想がまとまりつつあった。ヨーロッパ側の意見を取りまとめるため、エアバスとイタリアのアレーニアの合弁によりエアバス・インダストリー・アジア (Airbus Industrie Asia; AIA) が設立された。アジア側は中国航空工業集団 (AVIC) とシンガポール・テクノロジーズが参加し、1997年5月15日に100席級旅客機の開発に基本合意した。
計画名はエイジアン・エクスプレスと名付けられ、機体名はAE31Xと呼ばれた。AE31Xは座席数100席のAE316と、その胴体を延長して125席とするAE317の2種類で構成された。AE31Xの操縦システムや操縦席、そして操縦資格はA320ファミリーと共通化するものの、胴体や主翼、尾翼などは完全に新規設計する計画だった。胴体断面はA320よりも細くし、エコノミークラスの座席配置は5アブレストとされた。最終組み立ては中国で行うこととし、事業への出資比率は、中国航空工業集団が46%、エアバス・インダストリー・アジアが39%、残りの15%がシンガポール・テクノロジーズと決まった。

### A319の短縮型構想
2003年の就航を目指してAE31X計画の詳細検討が始まったものの、1997年中に数多くの課題が表面化した。特に、機体を新規設計する以上は機体価格がどうしても高止まりし、事業リスクが高くなることが懸念された。そうこうしている内に、競合機となるボーイング717の開発が先行していた。こうした中、エアバスは単独で小型機を開発する研究に秘密裏に着手した。このとき研究された機体は、A319の胴体を5フレーム短縮するというもので、A319M5（マイナス5の意味）と呼ばれた。結局、AE31X計画は投資に見合う収益の見込みが立たず、まずシンガポール・テクノロジーズが離脱し、中国航空工業集団とエアバスとの交渉も物別れに終わった。
エアバスはA319M5計画を進めることにし、1998年9月のファーンボロー国際航空ショーで機体概要を発表した。この時点でA318のエンジンには、プラット・アンド・ホイットニー (P&W) 社が新規開発するPW6000が選定された。PW6000は、短距離を高頻度で離着陸する航空機に適したエンジンとなるよう、特に保守コストを小さくすることを主要設計目標に置いて開発された。
1999年4月26日、エアバスはA319M5案をA318と名付けて正式に開発を決定した。このA318には、フロンティア航空、エールフランス、エジプト航空、トランス・ワールド航空や航空機リース会社を含めて合計6社から合わせて109機の受注が集まっていた。

### 設計の過程

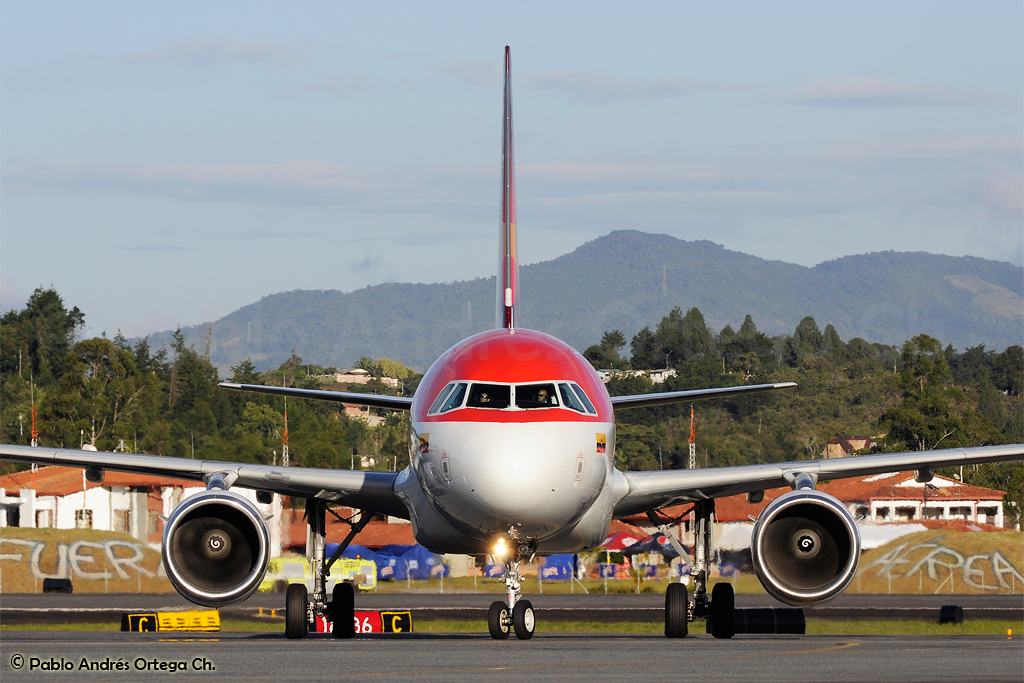
正面から見たA318。胴体断面と主翼は他のA320ファミリー機と共通である。

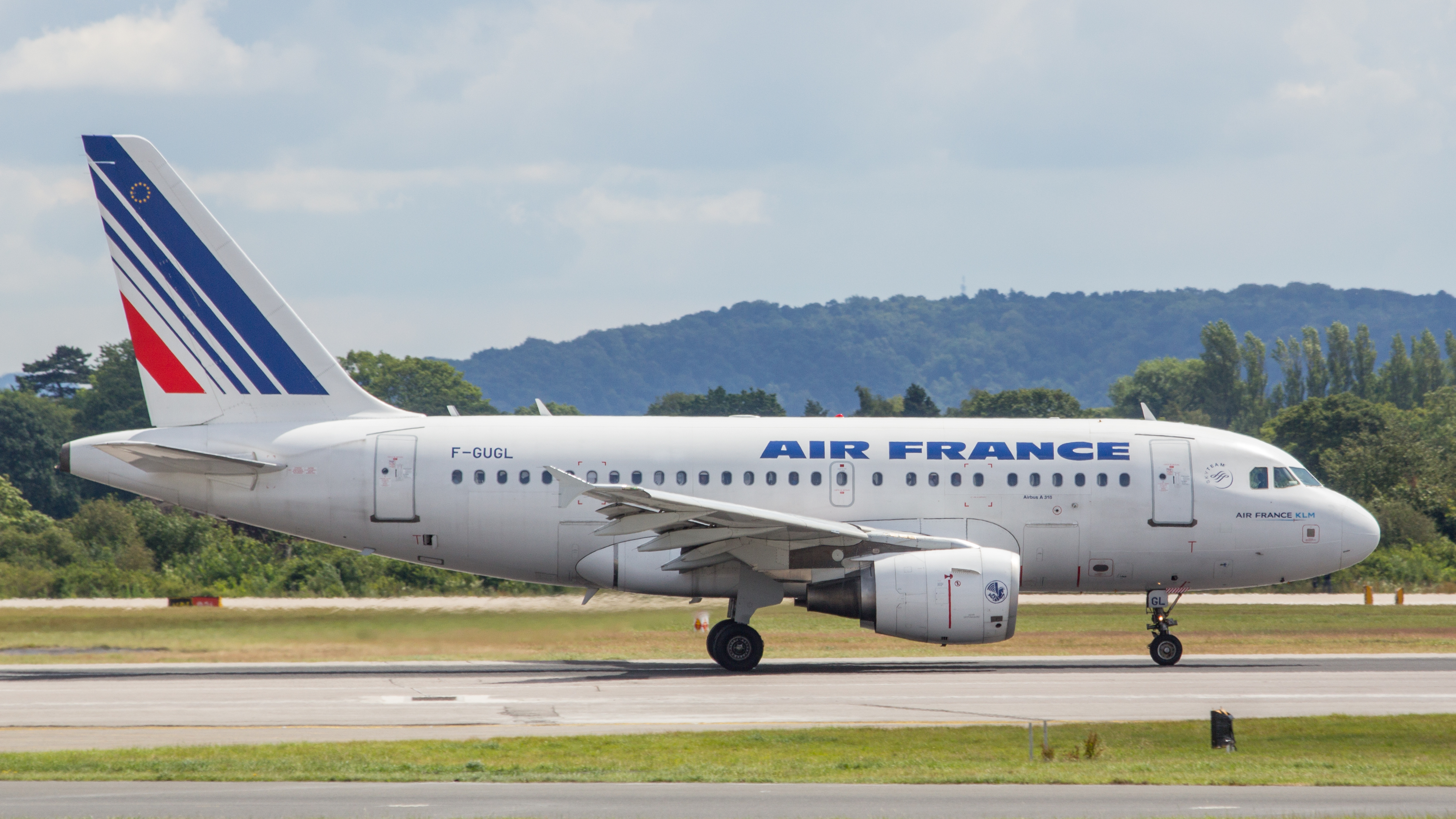
右側面から見たA318

詳細設計において、胴体の短縮は5フレームから4.5フレームに改められた。短縮幅は主翼の前側で1.5フレーム（0.8メートル）、後ろ側で3フレーム（1.59メートル）となった。胴体短縮に伴い、翼胴フェアリング（主翼と胴体の表面を滑らかに繋ぐ覆い）が修正された。
胴体を短縮することで機体重心から垂直尾翼までの距離が短くなりモーメントアームが減少することから、方向安定性を維持するためのドーサル・フィン（垂直安定板の付け根を前方に三角形に延長すること）の追加が検討された。しかし、ドーサル・フィンでは効果が不十分であることが風洞実験で判明し、結局尾翼の上端部が79センチメートル延長された。
胴体短縮にともない床下前方の貨物扉が再設計された。エンジンの空気取り入れ口からの距離を確保するため、扉は小型化され若干前方に移動された。扉が小型化されたことに伴い、他のA320ファミリー機で収容可能な航空貨物コンテナは、A318では非対応とされた。
エンジンはPW6000に加えて、1999年7月にCFMインターナショナル社のCFM56エンジンも選択できることになった。CFM56エンジンは、既存のA320ファミリーで採用実績があり、A318用に出力を抑えた派生型が用意された。

### 生産と試験
A318の生産分担についてはエアバス内部で政治的駆け引きがあったものの、最終組み立てはA319やA321と同様にドイツのハンブルクで行うことに決まった。
2001年8月からA318初号機の最終組立が始まった。初号機はPW6000エンジン装備機で、A320ファミリーの通算1,599番目の機体となった。2002年1月15日、ハンブルクにて成功裏に初飛行を行い、型式証明取得のための試験が始まった。同年6月3日には2号機も初飛行を行い、この2機で証明取得に必要な試験飛行を行う計画だった。
当初、PW6000は、部品点数を減らし保守コストを抑制するため、高圧圧縮機を5段としたところ、燃費の目標値水準を達成できないことが明らかとなった。そこでやむを得ず、MTUエアロ・エンジンズ社製の6段の高圧圧縮機に変更することになった。これにより、試験スケジュールに遅延が生じ、CFM56装備型の証明取得を先行して急ぐこととなった。
初号機は、180時間飛行したところでCFM56-5Bにエンジンが換装された。そしてCFM56エンジンでの初飛行は2002年8月29日に行われた。重心位置の後方限界が若干小さくなった他は、エンジンの違いが機体の取り扱いに与える悪影響はなかった。認証取得の試験飛行には主に初号機が充てられ、エンジン換装後に490時間の飛行を行った。エンジンの選択肢にCFM56が加わっていたことで、エアバスは救われる形になった。
飛行試験において、降着装置を下ろして迎角を大きくとると、前脚の格納扉で発生した乱流が胴体に備わる迎角センサに影響することが判明した。そこで、乱流が迎角センサのプローブを支障しないように、ストレーキが追加された。
CFM56エンジン仕様機は、2003年5月23日にヨーロッパの合同航空当局 (Joint Aviation Authorities; JAA) から型式証明を取得した。続いて6月4日に米国の連邦航空局 (Federal Aviation Administration; FAA) からも同エンジン仕様の型式証明が交付された。

### 就航開始

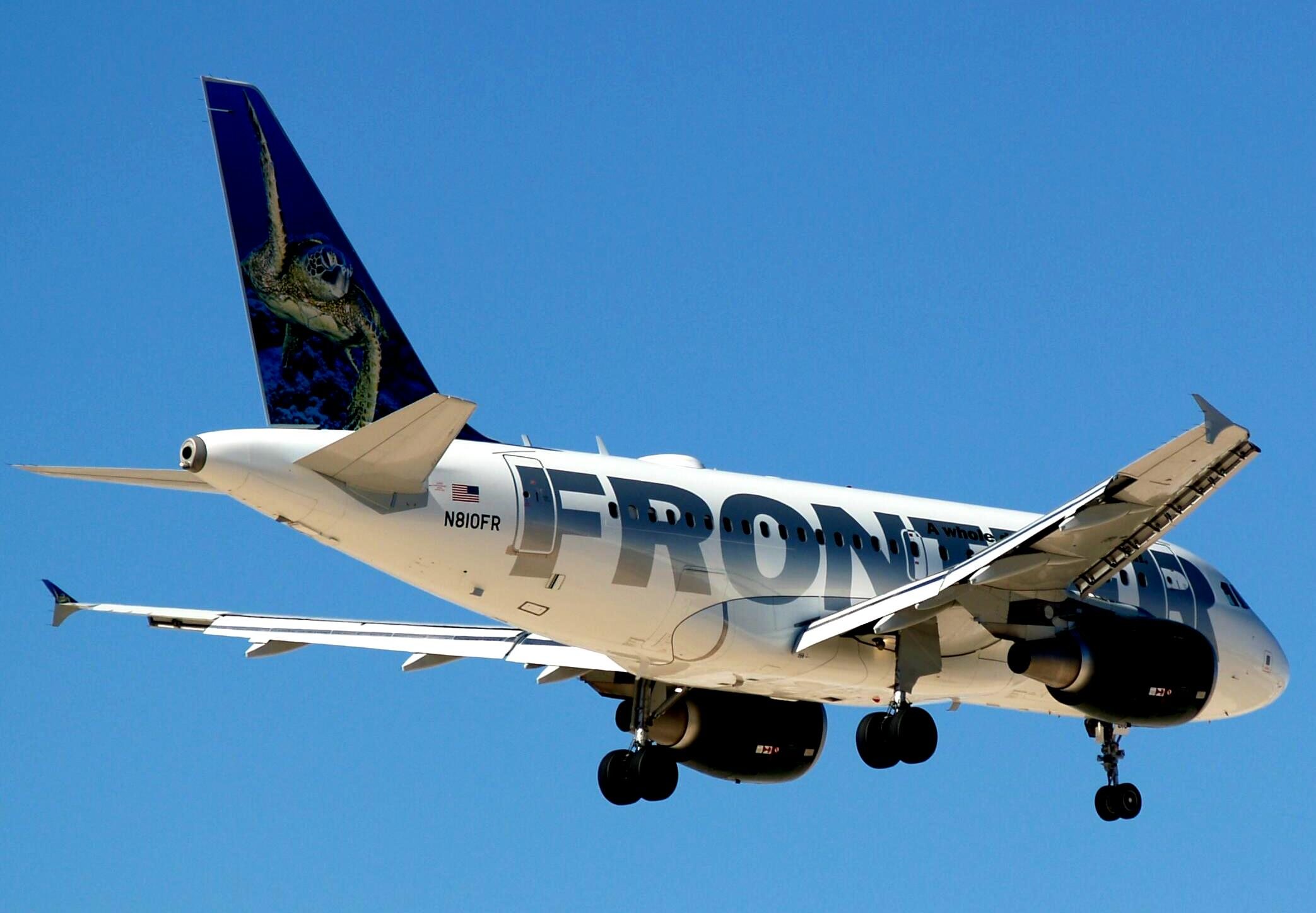
フロンティア航空のA318を後方から見る。

2003年7月22日、A318はフロンティア航空に初引き渡しされ、同月中に路線就航を開始した。続いて同年10月9日にはエールフランスにも初引き渡しが行われた。エールフランスは、当時のA320ファミリーの全機種（A318、A319、A320、A321）を運航する最初の航空会社となった。
一時は129機まで集まったA318の受注数は、2003年の初納入の時点では84機まで減少していた。PW6000エンジンの開発遅延に伴い、同エンジン装備型を発注していた中国国際航空、ブリティッシュ・エアウェイズ、そしてエジプト航空はA320へ注文を切り替えた。さらに25機を発注していたトランス・ワールド航空は財務状況の悪化によりアメリカン航空に買収され、同社の発注分はキャンセルとなった。
PW6000エンジン装備型の型式証明取得は大幅に遅れ、2005年12月21日に欧州航空安全機関  (EASA) から型式証明が交付された。米国のFAAの型式証明を取得したのは、2007年5月25日のことだった。PW6000装備型は、2007年6月5日にLAN航空に対して初引き渡しされ、同月18日に商業運航を開始した。

### その後の展開
1990年代以降、座席数100席未満のリージョナルジェットが台頭した。リージョナルジェットは急速にラインナップを広げ、2000年代になると100席級の市場にまで進出した。エンブラエルのE195やボンバルディアのCRJ-1000、CシリーズらがA318と競合するようになった。これに対してエアバスは、A320ファミリーの共通性によってパイロットや整備士の教育コストを削減できるとして、ファミリー機とパッケージ化してA318を売り込んだ。

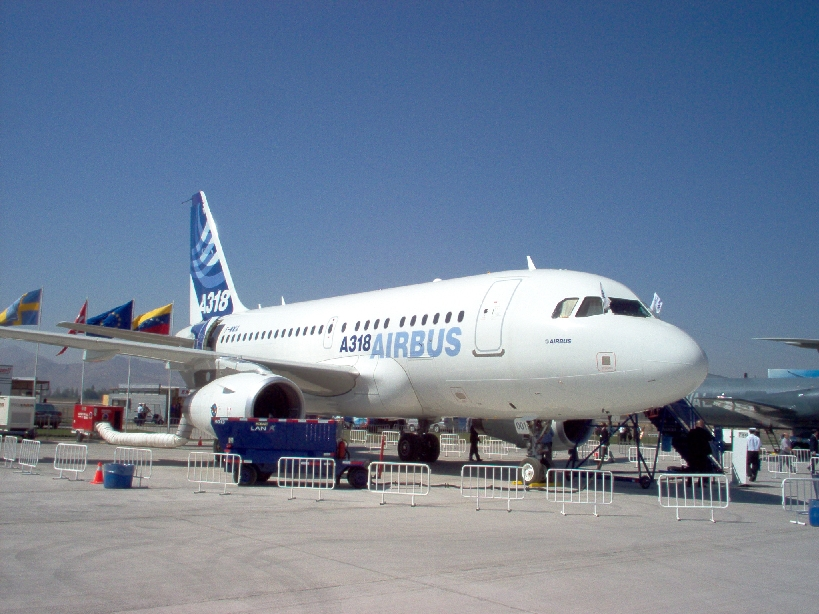
アルトゥーロ・メリノ・ベニテス国際空港で開催されたFIDAE 2006 航空ショーでエアバスのコーポレートカラーのA318

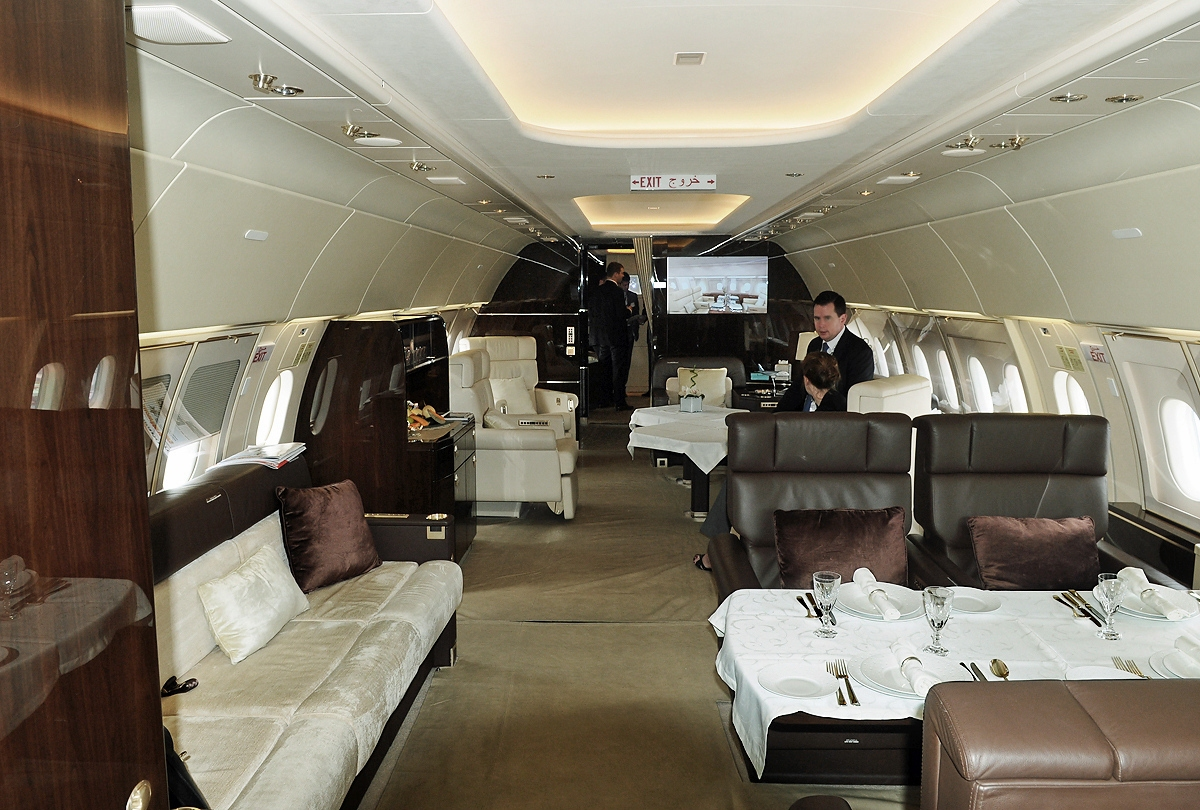
A318エリートの内装例。

2005年11月にエアバスは、A318のプライベートジェット仕様となる「A318エリート」の開発を発表した。A318エリートは座席数は14席または18席で、エアバス・コーポレート・ジェットの最小機種としてラインナップに加えられた。A318エリートの最初の顧客はVIP機の運航会社であるコムラックス・アビエーション社で、2006年12月に初引き渡しが行われた。
さらに、双発機の長距離飛行を可能とする要件であるETOPSがA318にも認められ、CFM56仕様は2006年11月、PW6000仕様は2010年11月に、それぞれ180分ETOPSの認証を取得している。

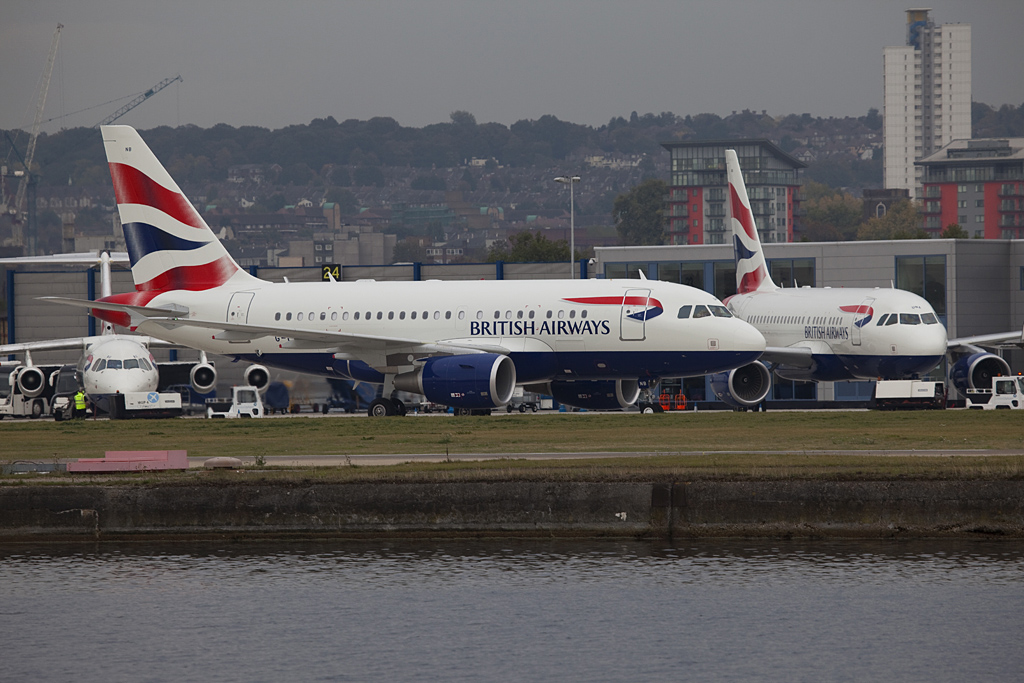
ブリティッシュ・エアウェイズのA318（ロンドン・シティ空港にて）

エアバスは、小空港への乗り入れを可能にするため、5.5度という急角度で着陸進入が可能となるA318の改良型を開発し、2007年11月23日にEASAから認定を取得した。この急角度進入型は、2009年9月1日にブリティッシュ・エアウェイズに初納入された。ブリティッシュ・エアウェイズは、この急角度進入タイプのA318を全席ビジネスクラスの32席仕様とし、ニューヨークのジョン・F・ケネディ国際空港と滑走路が短いロンドン・シティ空港を結ぶ大西洋横断路線に投入した。
2010年9月には、エアバスはA320ファミリーで採用を決めたシャークレットをA318にもオプションで用意することを発表した。シャークレットは翼端装置の一種で、燃費を向上させ航続距離を延長する効果がある。
このように様々な改良策が講じられたものの、A318の販売は低迷した。2010年代に入るとA318の納入数は年に1、2機程度に低迷し、2015年に80号機を引き渡して以降は生産が途絶えている。他のA320ファミリー機については、新型エンジンを装備したA320neoファミリーが開発されているが、A318についてのみ "neo" の開発が行なわれていない。
2008年時点において、100席から150席級の旅客機の需要は今後20年間で6,000機とも予測されていたものの、実際には同クラスの市場はそこまで拡大しなかった。さらに、ボンバルディアやエンブラエルがこの市場に進出したことで、A318の販売は打撃を受けた。より大きな機体からサイズダウンしたA318は、燃費などの運航経費の面で不利だった。特に完全に新規設計されたCシリーズは、燃費性能が優れているだけでなく、最大級の窓を備えるなど客室の居住性が優れていた。
一方、Cシリーズを開発したボンバルディアも順風満帆というわけではなく、Cシリーズ事業のコスト超過のため資金不足に陥っていた。エアバスとボンバルディアは接近し、2018年7月1日、エアバスはCシリーズ事業会社に出資して同事業会社株式の過半数を取得した。同時にCシリーズは「A220」と改称され、エアバスの製品群に加えられた 。これにより、100席から150席前後のエアバス機ラインナップをA220シリーズが担うことになった。

## 機体

### 形状・構造

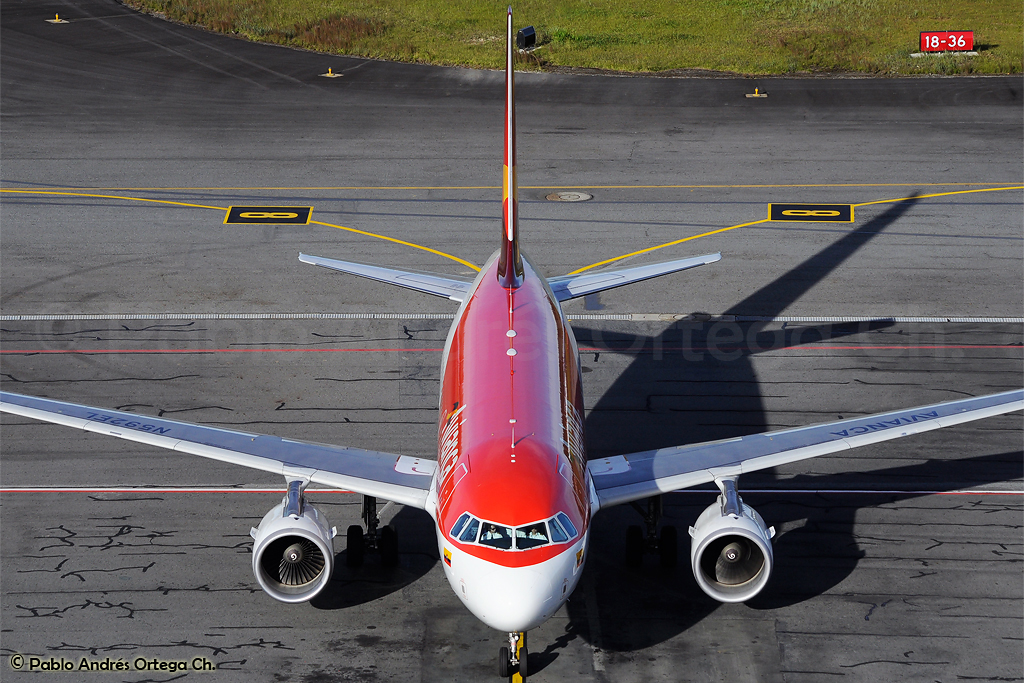
前方上側から見たA318。

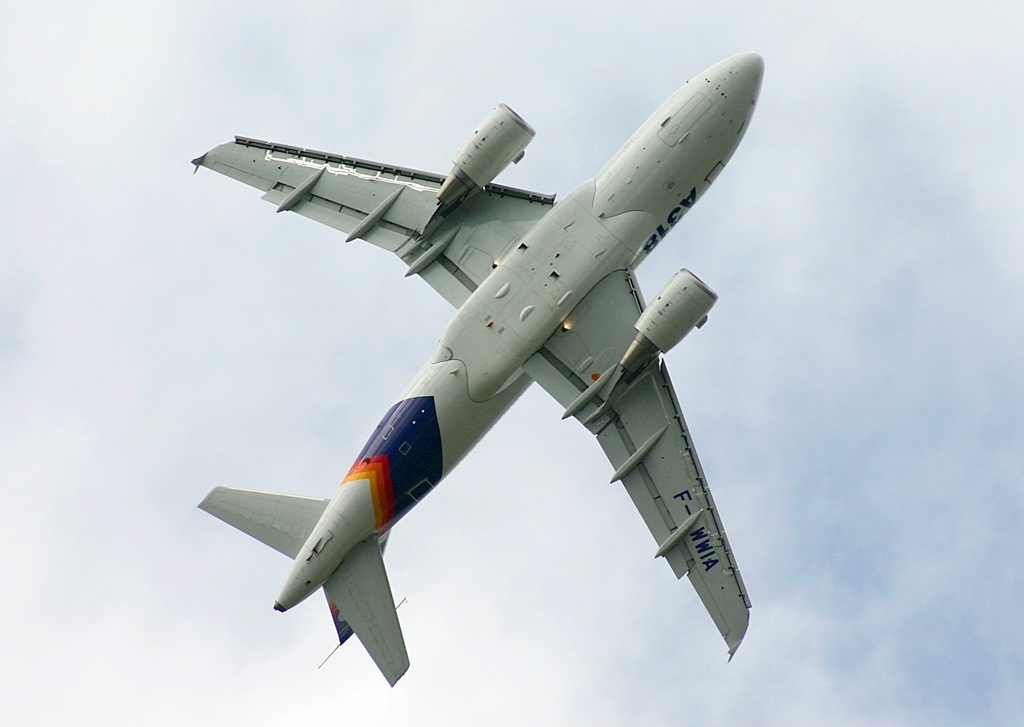
下面から見たA318。

A318は片持ち翼の主翼を低翼に配置した単葉機である。機体全長は31.45メートル、全幅は34.10メートル、全高は12.79メートルである。A320ファミリーの設計を基本として胴体長を短縮したA318は、ずんぐりとした印象の外観を持つ。
左右の主翼下にパイロンを介して1発ずつターボファンエンジンを備える。尾翼は通常配置で、垂直尾翼と水平尾翼はともに胴体尾部に直接取り付けられている。降着装置は前輪式配置で機首部に前脚、左右の主翼の付け根に主脚がある。
A318の主翼はA320と共通の設計である。主翼はテーパーがついた後退翼で、25パーセント翼弦での後退角は25度、アスペクト比は9.4、翼面積は122.6平方メートルである。高揚力装置として後縁にシングル・スロッテッドフラップ、前縁スラットを備える。スラットは片翼あたり5枚で、ほぼ全幅にわたり配置されている。フラップは内翼と外翼に2分割されており、その外側に補助翼がある。主翼上面には片翼あたり5枚のスポイラーがある。翼端装置として誘導抵抗を減らす効果のあるウィングチップフェンスを有する。
胴体断面もA320ファミリー共通の設計であり、幅は3.95メートル、高さが4.14メートルである。胴体長は全長と同じ31.45メートルで、A319よりも4.5フレーム分短い。A319からの短縮幅は、主翼の前側で1.5フレーム（0.8メートル）、後ろ側で3フレーム（1.59メートル）である。
水平尾翼は水平安定板と昇降舵、垂直尾翼は垂直安定板と方向舵で構成される。胴体短縮にともない機体重心から垂直尾翼までの距離が短くなったことから、方向安定性を維持するために垂直安定板が上端側に79センチメートル延長された。

### 飛行システム

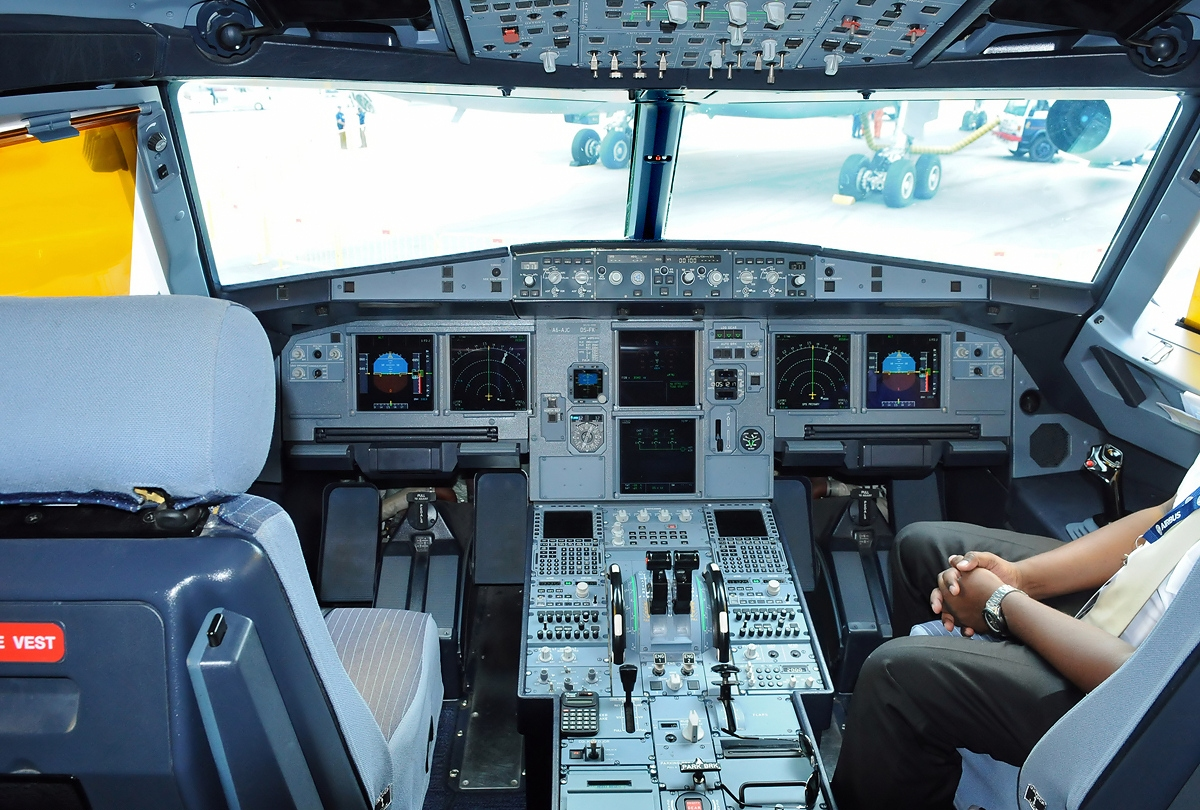
A318のコックピット。

運航に必要な操縦士は機長と副操縦士の2名である。
コックピットのレイアウトはA320と共通で、左右の操縦席に各2枚、中央に2枚の計6枚の液晶ディスプレイを備える。操縦桿はなくサイドスティックで操縦を行う。A320からの変更点としては、A320で独立して残っていた3点の予備計器が、A318では液晶ディスプレイに統合された。A318の操縦資格もA320ファミリー共通のものである。同時にエアバスの相互乗員資格 (Cross Crew Qualification; CCQ) の対象でもあることから、CCQ対象となるエアバス機との間であれば、短時間の訓練で他機種の資格を取得することが可能である。

### 客室・貨物室

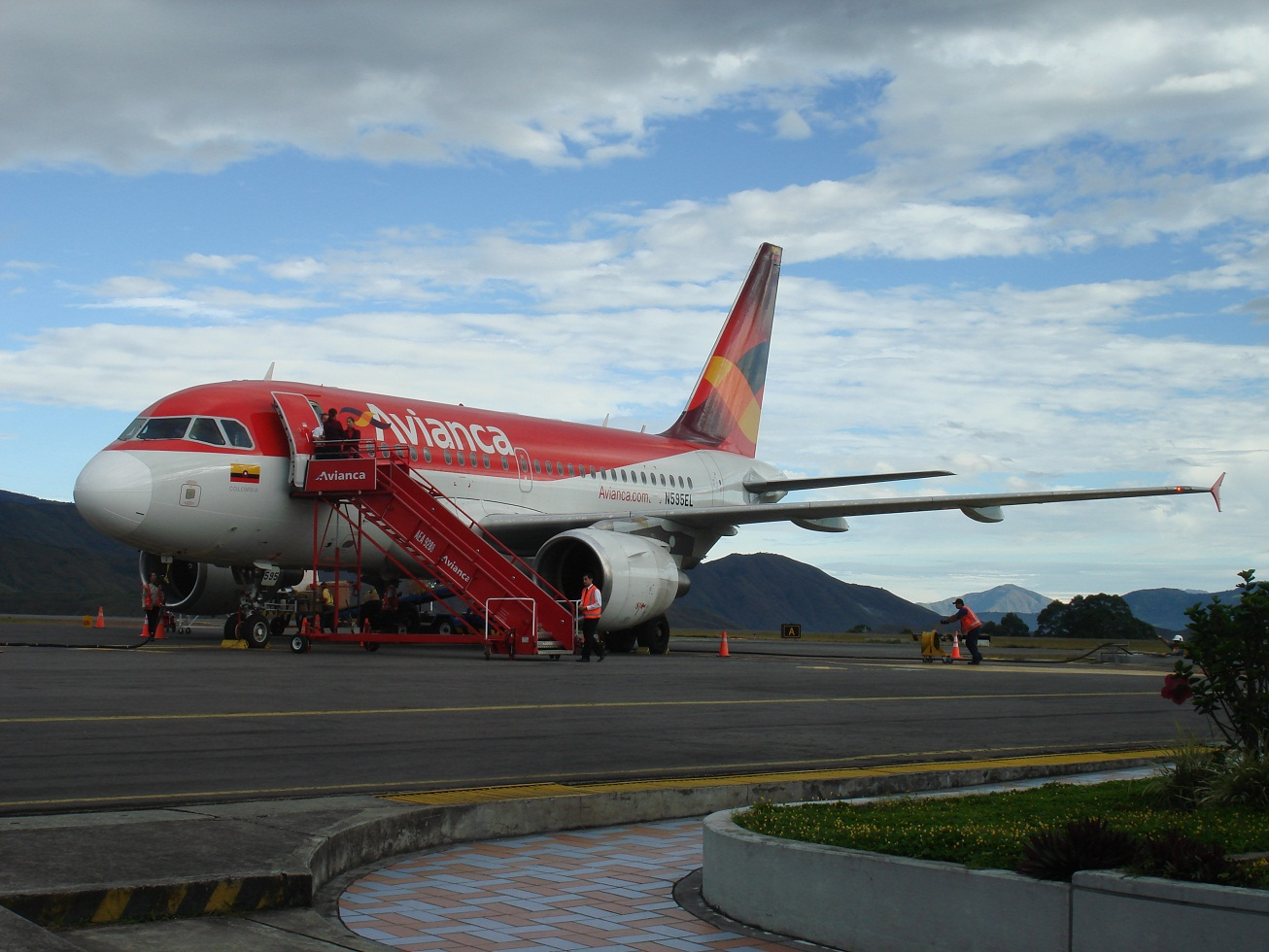
タラップが接続された様子。

客室の全長は21.38メートルである。客室には中央に1本の通路があり、エコノミークラスの座席配置は通路を挟んで3-3席の6アブレスト、上級クラスでは2-2席の4アブレストである。座席の頭上には、手荷物を収容するオーバーヘッド・ストウェッジが備わる。通常の内装よりも座席幅を詰めて広い通路幅を確保する内装案も用意された。これは、飛行時間が短い高頻度運航路線などを想定し、乗客の乗降時間を短縮することを狙ったものである。客室の扉配置は左右対称で、乗降用ドア・サービスドアが前方と後方に1組ずつあり、主翼上には非常口が1組配置されている。

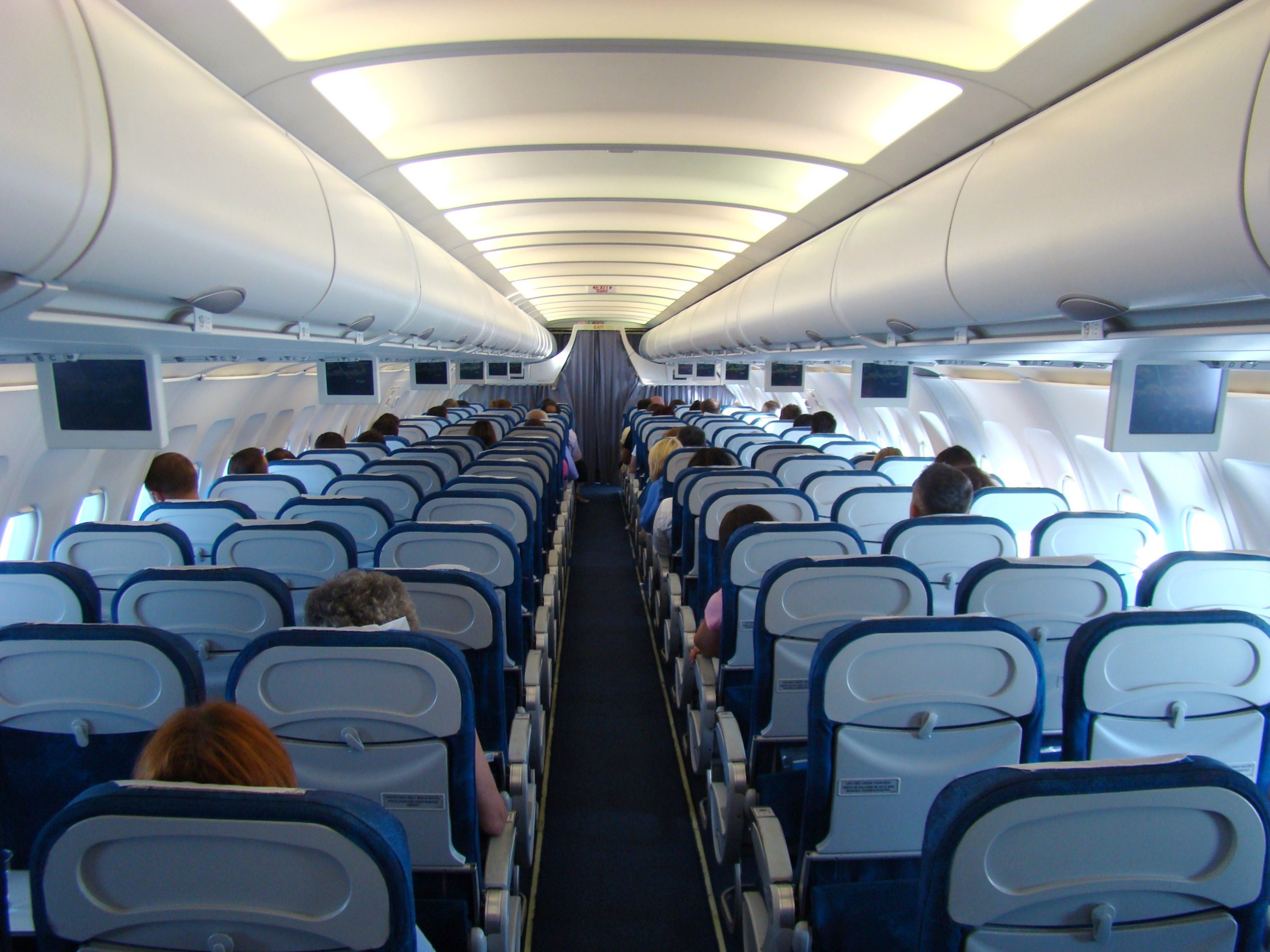
タロム航空のA318の客室内。

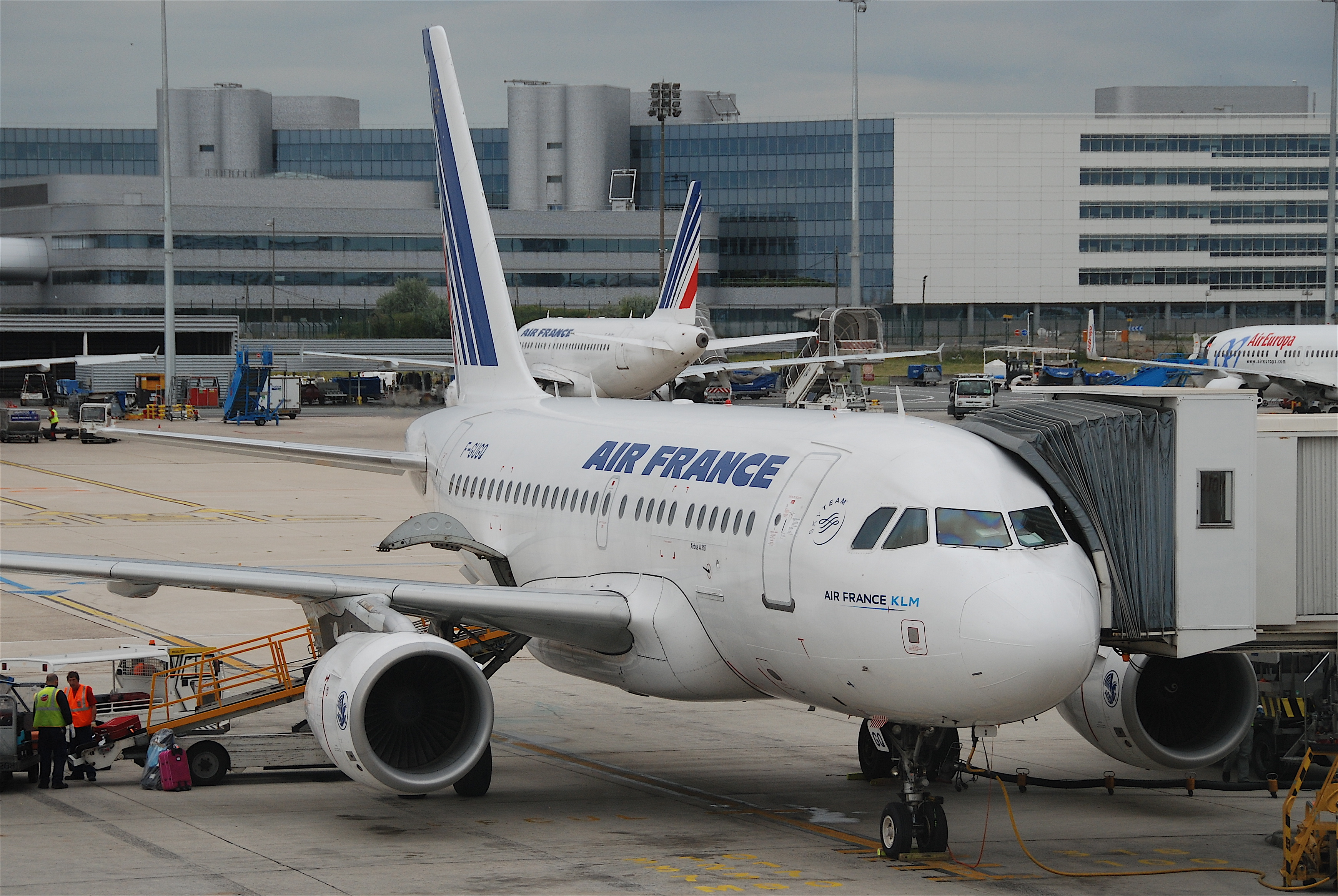
空港で駐機中のA318。左前方扉にボーディングブリッジが接続され、貨物室扉にベルトコンベアが配置されている。

床下の貨物室は主翼を挟んで前方と後方に2か所ある。それぞれの貨物室に対応した貨物扉が左舷にある。前述の通り、A320ファミリーの他機種と比べて貨物扉は小型化されている。したがって貨物コンテナは搭載できないが、エアバスではA318の導入路線ではコンテナの必要性がなく問題ないとしている。

## 運用

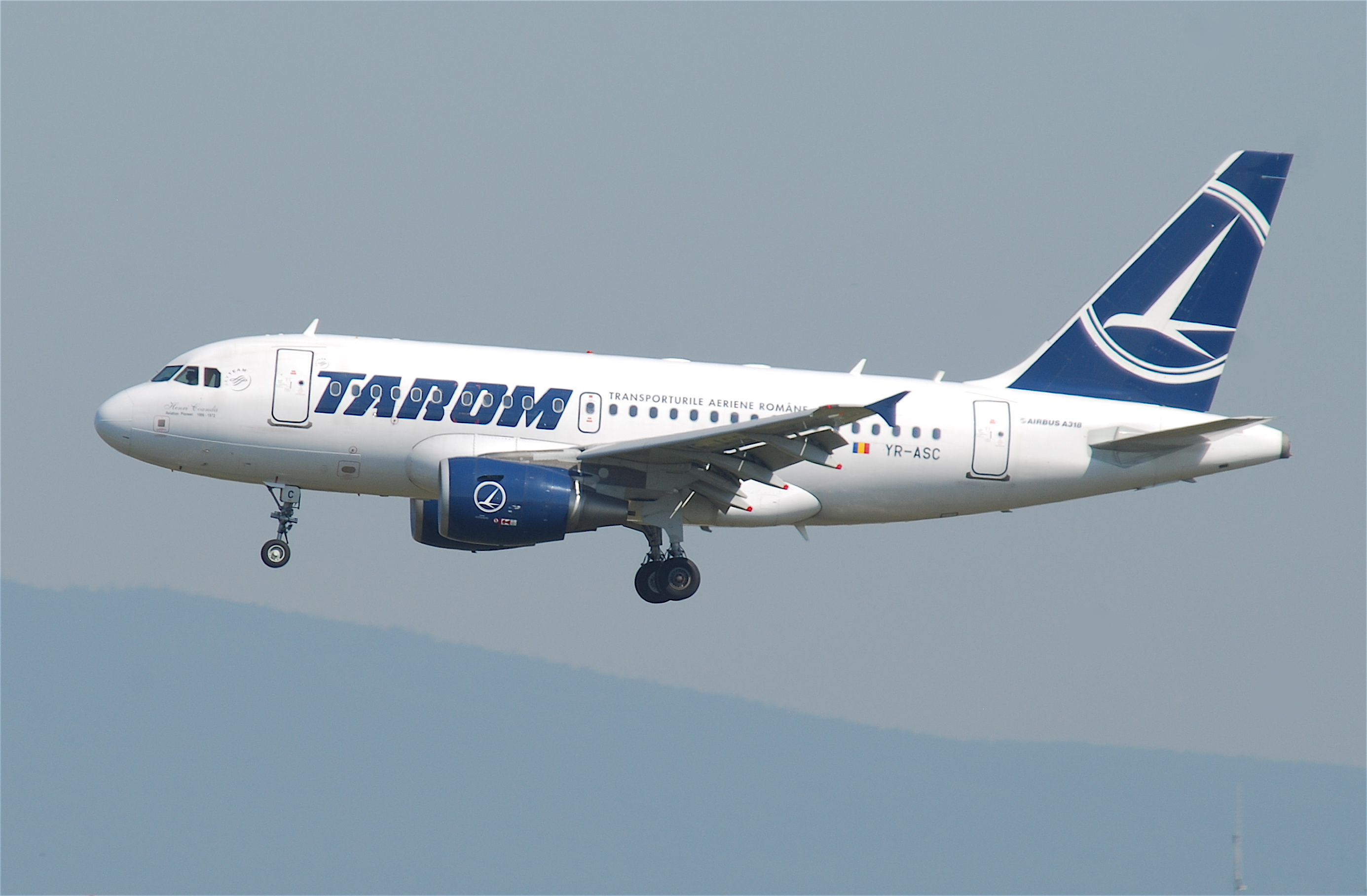
フランクフルト空港に着陸するタロム航空のA318

A318は総計80機が生産・納入された。
2003年の納入開始から運用数は増加を続け、2008年には60機のA318が運航されるようになった。その後、運用数は頭打ちとなり2010年代に入ると減少傾向にある。新造機で最も多くのA318を受領した航空会社はエールフランスで、18機を導入した。
2018年7月の統計によると、6社の民間航空会社で41機のA318が運用されている。A318の運用数が最も多いのはエールフランスでその数は18機、続いてアビアンカ航空が10機、アビアンカ・ブラジル航空が7機、タロム航空が4機、ブリティッシュ・エアウェイズとタイタン エアウェイズが1機ずつの運用となっている。
| 受注数 | 80   | 1    | 0    | 0    | 2    | 0    | 0    | 1    | 4    |  |  |  |  |
| 納入数 | 80   | 1    | 0    | 1    | 2    | 2    | 2    | 6    | 13   |  |  |  |  |
|        |      |      |      |      |      |      |      |      |      |  |  |  |  |
|        | 2007 | 2006 | 2005 | 2004 | 2003 | 2002 | 2001 | 2000 | 1999 |  |  |  |  |
| 受注数 | 6    | 8    | 22   | 4    | 0    | 0    | 0    | 17   | 15   |  |  |  |  |
| 納入数 | 17   | 8    | 9    | 10   | 9    | 0    | 0    | 0    | 0    |  |  |  |  |

## 事故・事件
2023年10月現在において、A318に関する事故・事件は10件報告されているが、死亡事故や機体損失事故は発生していない。

## 主要諸元
- 運航乗務員数：2名[59]
- 標準座席数：107名[69]
- 貨物室容積：21.3 m3[70]
- 全長：31.45 m[53]
- 全幅：34.10 m[53]
- 全高：12.79 m[53]
- 主翼面積：122.6 m2[69]
- 胴体幅：3.95 m[53]
- 最大無燃料重量 (MZFW)：53,000 - 54,500 kg[71]}
- 最大離陸重量 (MTOW)：56,000 - 68,000 kg[71]
- 最大着陸重量：56,000 - 57,500 kg[71]
- 巡航速度：マッハ0.82[69]
- 航続距離：5,950 km[69]
- エンジン (×2)：CFMI CFM56-5またはP&W PW6000[54]
- 推力 (×2)：96.08 – 105.87 kN[54]

### エンジン
| 機種     | エンジン                          | 型式証明取得日 | 180分ETOPS認証日 |
| -------- | --------------------------------- | -------------- | ---------------- |
| A318-111 | CFMI CFM56-5B8/P CFMI CFM56-5B8/3 | 2003年5月23日  | 2006年11月6日    |
| A318-112 | CFMI CFM56-5B9/P CFMI CFM56-5B9/3 | 2003年5月23日  | 2006年11月6日    |
| A318-121 | P&W PW6122A                       | 2005年12月21日 | 2010年11月16日   |
| A318-122 | P&W PW6124A                       | 2005年12月21日 | 2010年11月16日   |